# Eduard-Michael Grosu
Eduard-Michael Grosu (* 4. September 1992 in Zărnești) ist ein ehemaliger rumänischer Radrennfahrer.

## Karriere
Eduard-Michael Grosu gewann 2013 seine erste Etappe bei der Romanian Cycling Tour. Daraufhin wurde er im folgenden Jahr Profi bei dem italienischen Team Vini Fantini Nippo. In seinem ersten Profijahr wurde er unter anderem zum ersten Mal rumänischer Meister im Straßenrennen und er gewann eine Etappe der Tour of Qinghai Lake sowie die Gesamtwertung der Tour of Estonia. In der UCI Europe Tour 2014 belegte er am Ende Platz 20 in der Gesamtwertung. 2019 wechselte Grosu zu der französischen Mannschaft Delko Marseille Provence. Als ersten Erfolg für sein neues Team konnte er einen Sieg bei der Ronde van Limburg erreichen. Für die rumänische Nationalmannschaft nahm er an den Europaspielen 2019 teil, wo er 25. im Einzelzeitfahren und 40. im Straßenrennen wurde. In der Saison 2020 gewann er zwei Etappen bei der Rumänien-Rundfahrt und konnte zum ersten Mal dort die Gesamtwertung für sich entscheiden. Den letzten Sieg seiner Karriere erzielte er 2023, als er bei den nationalen Meisterschaften zum dritten Mal den Titel im Straßenrennen gewann.
Neben einigen rumänischen Meistertiteln auf der Straße wurde Eduard-Michael Grosu auch mehrfacher nationaler Meister im Cyclocross und auf der Bahn. Im November 2020 nahm Grosu an der Bahn-Europameisterschaft in Plowdiw teil. Er belegte den vierten Platz im Scratch und den neunten Platz im Ausscheidungsfahren.
Nach der Saison 2023 beendete Grosu im Alter von 31 Jahren seine Karriere als Radrennfahrer.

## Erfolge – Straße
2010
- Rumänischer Meister – Einzelzeitfahren (Junioren)

2013
- Rumänischer Meister – Einzelzeitfahren (U23)
- eine Etappe Romanian Cycling Tour

2014
- Rumänischer Meister – Straßenrennen
- eine Etappe Tour of Qinghai Lake
- zwei Etappen Carpathian Couriers Race
- Gesamtwertung und eine Etappe Tour of Estonia

2016
- eine Etappe Tour of Taihu Lake

2017
- Rumänischer Meister – Einzelzeitfahren
- eine Etappe Sibiu Cycling Tour

2018
- eine Etappe Kroatien-Rundfahrt
- Rumänischer Meister – Einzelzeitfahren
- Rumänischer Meister – Straßenrennen
- drei Etappen Tour of Qinghai Lake

2019
- Ronde van Limburg
- zwei Etappen Tour of Qinghai Lake
- eine Etappe Slowakei-Rundfahrt
- eine Etappe Kroatien-Rundfahrt

2020
- Gesamtwertung und zwei Etappen Rumänien-Rundfahrt

2023
- Rumänischer Meister – Einzelzeitfahren

## Erfolge – Cyclocross
2009/10
- Rumänischer Meister (Junioren)

2010/11
- Rumänischer Meister
- Rumänischer Meister (U23)

2016/17
- Rumänischer Meister

2018/19
- Rumänischer Meister

## Erfolge – Bahn
2011
- Rumänischer Meister – Sprint

2020
- Rumänischer Meister – Elimination
- Rumänischer Meister – Zeitfahren

## Grand-Tour-Platzierungen
| Grand Tour            | 2015 | 2016 |
| --------------------- | ---- | ---- |
| Giro d’ItaliaGiro     | 150  | 153  |
| Tour de FranceTour    | –    | –    |
| Vuelta a EspañaVuelta | –    | –    |